# Calcestruzzo fibrorinforzato

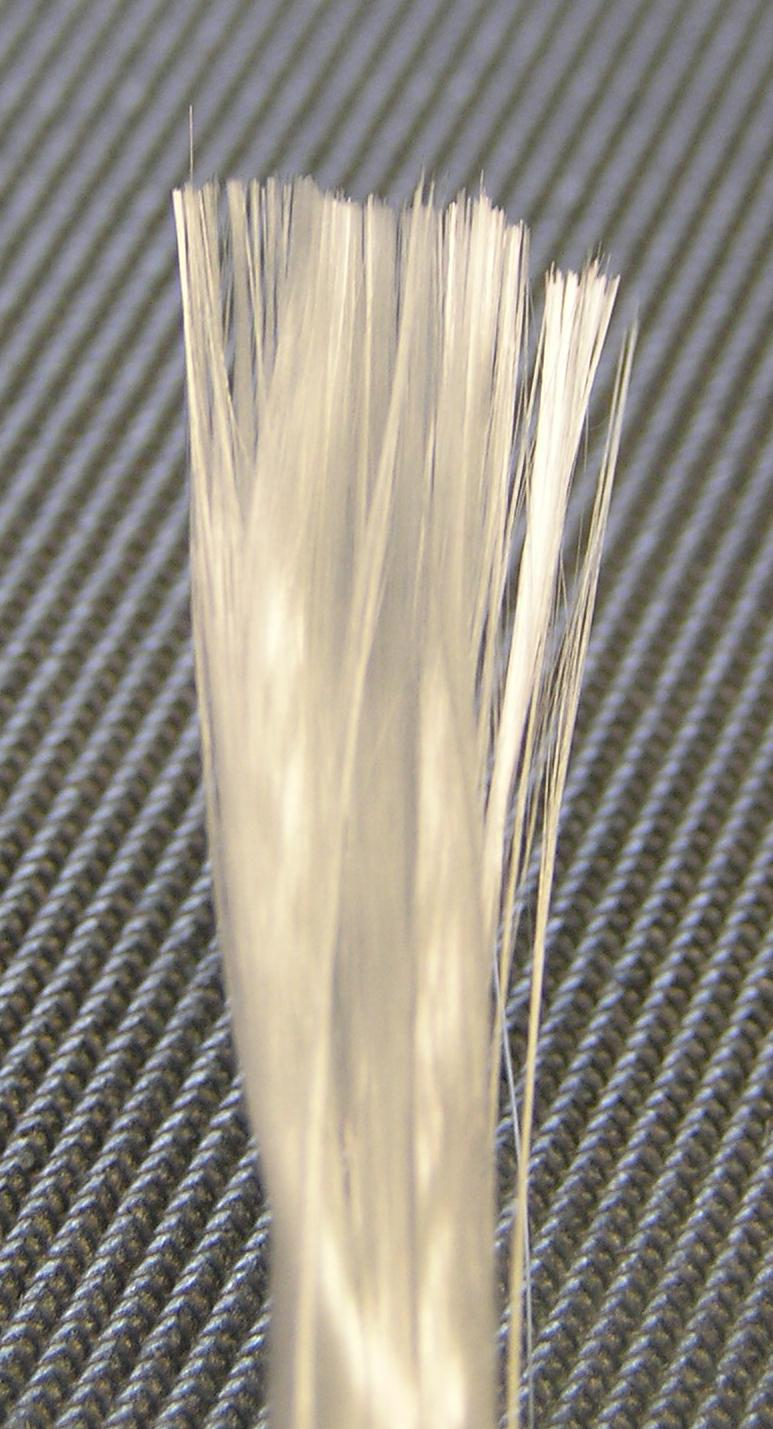
Fibra di vetro

Il calcestruzzo fibrorinforzato (o FRC o Fiber Reinforced Concrete) è un materiale composito (appartiene alla famiglia dei calcestruzzi speciali) costituito da una matrice: calcestruzzo ordinario (cemento + acqua + inerte fine + inerte grosso), malta (cemento + acqua + inerte fine) o pasta (cemento +acqua) di cemento, nel quale vengono aggiunti e distribuiti in maniera omogenea elementi fibrosi discontinui (rinforzo) per rinforzare la matrice cementizia.

Gli elementi fibrosi possono essere di diversa natura: acciaio, plastica, vetro, ghisa, ecc.

Contrariamente a quanto comunemente ritenuto, l'aggiunta di fibre, di qualsiasi tipo e nei dosaggi usualmente impiegati nelle applicazioni pratiche, non è in grado di ridurre apprezzabilmente il ritiro igrometrico del calcestruzzo e neppure è in grado di ridurre l'apertura delle fessure indotte dal ritiro. 

Invece, la presenza di fibre nel calcestruzzo può ridurre la propagazione delle fessurazioni dovute al ritiro igrometrico grazie all'azione di cucitura di cui si parlerà in seguito. 

Tale effetto cucitura garantisce anche una elevata resistenza residua a trazione dopo la microfessurazione della matrice cementizia (tale resistenza viene chiamata tenacità).

Per tale motivo i calcestruzzi fibrorinforzati (con fibre in acciaio o di tipo polimerico) sono frequentemente utilizzati per la realizzazione di pavimentazioni industriali (in questo caso le fibre si sostituiscono alle reti elettrosaldate nel contrastare la propagazione delle fessure).

## Storia
Già nell'antichità si era capito che accoppiando diversi materiali fra di loro si ottenevano prodotti finiti con caratteristiche migliori: un esempio sono i mattoni realizzati con argilla e paglia ed essiccati al sole, utilizzati dalle civiltà della Mesopotamia e più recentemente, all'inizio del XX secolo, l'utilizzo delle fibre di amianto per migliorare le proprietà meccaniche delle paste di cemento (eternit).

Le prime applicazioni sperimentali del FRC a livello strutturale furono realizzate negli Stati Uniti per la esecuzione di pavimentazioni aeroportuali, di barriere per la protezione delle darsene portuali e di rivestimenti temporanei delle gallerie.

L'impiego di fibre in acciaio nei sistemi a base cementizia risale al 1962 con gli studi e il conseguente brevetto depositato negli USA da J. P. Romualdi e G. B. Batson.

Negli anni '70 il calcestruzzo fibrorinforzato inizia a prendere piede anche in Europa.

In Italia questo materiale fu utilizzato esclusivamente nella realizzazione di piccoli elementi prefabbricati quali le tubazioni di fognatura e i pozzetti prefabbricati.

Il suo sviluppo a livello strutturale è stato limitato negli anni a causa della mancanza di una normativa specifica.

## Benefici generali
L'effetto benefico principale offerto dalle fibre è quello di migliorare la duttilità del conglomerato nella fase successiva all'innesco del fenomeno fessurativo.

Infatti essendo l'allungamento a rottura di tutte le fibre circa 2-3 ordini di grandezza superiori alla deformazione a rottura della matrice cementizia la crisi del conglomerato avviene molto prima che si possa verificare la rottura delle
fibre.

Pertanto le fibre riducono il comportamento fragile della matrice cementizia che altrimenti tenderebbe a collassare dopo l'insorgere delle prime fessurazioni.

Raggiunta la deformazione di prima fessurazione il calcestruzzo fibrorinforzato ha un comportamento elasto-plastico (comportamento duttile) nella fase postfessurata, cioè può ancora sopportare carichi dopo l'insorgere delle prime fessurazioni.

La presenza di fibre, pertanto aumenta la tenacità (capacità del calcestruzzo di resistere all'avanzamento delle fessure) del calcestruzzo.

Infatti la presenza di fibre nella matrice cementizia previene la propagazione delle fessure, che si generano nel calcestruzzo a causa dell'insorgere di tensioni di trazione (dovute al ritiro e/o ai carichi esterni) che, già a bassi livelli di intensità, superano la resistenza a trazione del conglomerato, determinando la frattura della matrice cementizia.

A dosaggi di fibre piuttosto elevati (indicativamente per volumi di fibre superiori al 2%) le fibre migliorano sensibilmente anche la resistenza del calcestruzzo a:
- flessione;
- trazione pura: Il comportamento post fessurativo del calcestruzzo a trazione è influenzato dall'efficace azione di cucitura esercitata dalle fibre, che comporta l'innesco progressivo di una molteplicità di fessure fino al raggiungimento di una tensione di collasso che è maggiore di quella che ha provocato la comparsa della prima lesione. Con dosaggi bassi di fibre (indicativamente per volumi di fibre inferiori al 2%) il calcestruzzo invece dopo l'innesco della fessura, è in grado di sopportare sollecitazioni di trazione a patto che queste siano inferiori a quella che hanno provocato la fessurazione della matrice cementizia;
- a taglio;

Le fibre non apportano nessun vantaggio significativo in termini di resistenza a compressione del calcestruzzo e non sono in grado di influenzare apprezzabilmente il modulo elastico a compressione.

L'azione delle fibre si manifesta solo dopo la fessurazione del calcestruzzo.

Infatti dopo la formazione delle prime fessure nella matrice cementizia le fibre vengono attivate assumendo un effetto di cucitura delle aperture creando una sorta di ponte di collegamento (crack-bridging) tra lembi delle fessure stesse. 

Questo comporta una riduzione dell'ampiezza delle fessure e, grazie all'effetto di cucitura, la fibra garantisce al calcestruzzo una resistenza residua a trazione anche nella fase postfessurata poiché questa consente il trasferimento degli sforzi di trazione da un lembo all'altro della lesione; questo fenomeno viene spesso indicato in letteratura come tension-softening

Inoltre, l'aggiunta di fibre comporta un sostanziale miglioramento dell'aderenza tra calcestruzzo e barre circostanti (tension stiffening).
 
La combinazione di questi due effetti (quello irrigidente del tension stiffening e quello della trasmissione di sforzi post-picco del tension-softening) comportano un sostanziale cambiamento nel comportamento strutturale di elementi in calcestruzzo armato, soprattutto per quel che riguarda la fessurazione, la distanza tra le fessure e la loro ampiezza. 

A vista un calcestruzzo normale, una volta fessurato, presenta aperture ampie e localizzate mentre quello FRC è caratterizzato da fessurazioni diffuse e di minor ampiezza, il che determina sicuramente un beneficio nei confronti della durabilità del materiale poiché si riduce il rischio di attacco da parte di agenti atmosferici aggressivi.

Aumentando il tenore di fibre aumenta la resistenza a trazione nella fase postfessurata del calcestruzzo; a dosaggio molto alti si può anche arrivare a bloccare l'evoluzione del fenomeno fessurativo.

Altri pregi del calcestruzzo fibrorinforzato rispetto a quello convenzionale sono:
- maggiore resistenza alla fatica
- maggiore resistenza agli urti
- maggiore resistenza allo stress termico
- maggiore resistenza all'abrasione.

L'aggiunta di fibre però comporta una riduzione della lavorabilità dell'impasto cementizio.

Per garantire al calcestruzzo una adeguata lavorabilità si aggiungono all'impasto gli additivi superfluidificanti.

## Tipologie di fibre

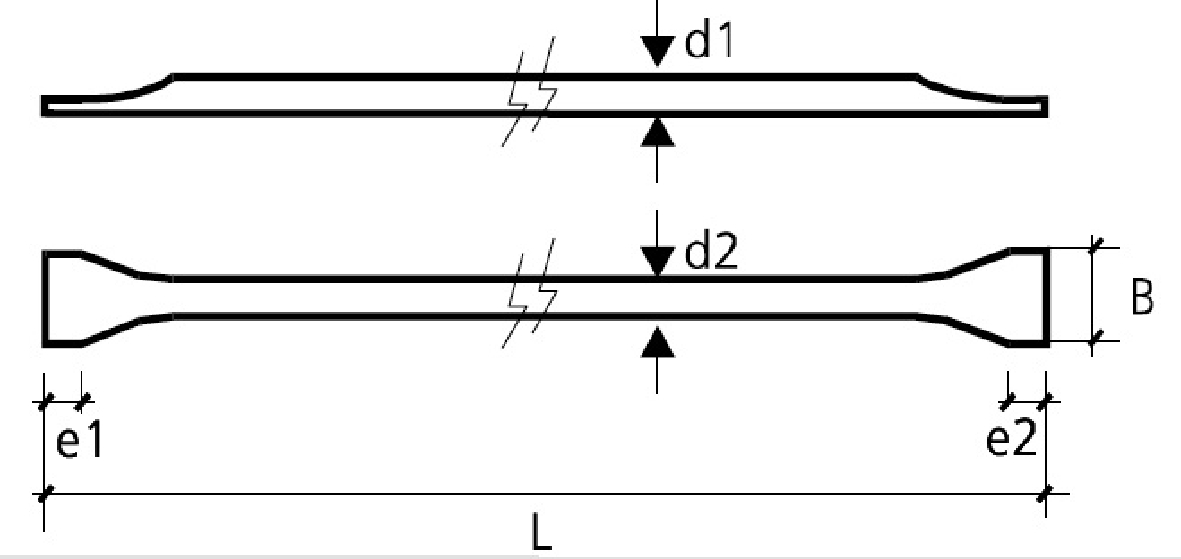
fibra di acciaio per calcestruzzo

Le fibre utilizzate sono di diversa natura e vengono prodotte in varie forme e dimensioni.

Tali fibre vengono utilizzate (da sole o in mix) in funzione del compito che devono assolvere; ognuna di queste garantisce determinate caratteristiche al calcestruzzo.

Le fibre più utilizzate sono: 
- in materiale polimerico: in questo caso il calcestruzzo fibrorinforzato viene definito SNFRC (Synthetic Fiber Reinforced Concrete). Tali fibre hanno una bassa resistenza al fuoco, ai raggi ultravioletti e all'ossigeno. Si suddividono in:
  - a basso modulo elastico: non accrescono la resistenza a trazione del materiale però migliorano la tenacità e sono utili a contrastare il fenomeno fessurativo della matrice cementizia. Tra le più utilizzate ci sono:
    - le fibre polipropileniche non strutturali;
    - le fibre polietileniche;
    - le fibre di poliestere;
    - le fibre di nylon.

  - ad alto modulo elastico: rispetto alle precedenti garantiscono anche un aumento della resistenza a trazione del calcestruzzo. Tra le più utilizzate ci sono
    - le fibre polipropileniche strutturali;
    - le fibre di PVA (polivinilalcol)
    - le fibre di carbonio
    - le fibre acriliche (le fibre poliacrilonitriliche)
    - le fibre aramidiche
- in acciaio: in questo caso di parla di calcestruzzo rinforzato con fibre di acciaio (Steel Fiber Reinforced Concrete o SFRC);
- in vetro: il calcestruzzo fibrorinforzato è noto come GFRC (Glass Fiber Reinforced Concrete). La fibra di vetro viene utilizzata generalmente in manufatti di tipo non strutturale perché si deteriorano facilmente in ambiente alcalino.
- in materiali naturali: in questo caso si parla di NFRC (Natural Fiber Reinforced Concrete). Questi tipi di fibre sono poco utilizzate poiché devono subire diversi trattamenti prima di essere impiegate.

Le fibre possono avere diverse forme, oltre a quella semplicemente rettilinea, infatti esistono fibre ondulate, uncinate, nervate, ad estremità schiacciate, ecc. 

Commercialmente le fibre si presentano sotto forma di:
- monofilamento: ogni fibra si presenta separata dalle altre;
- bundles: le fibre si presentano in gruppi. Le fibre bundles dette placchettate, durante la miscelazione con la matrice cementizia si separano tra di loro e diventano monofilamenti.

Le fibre inoltre si distinguono in base alle loro dimensioni in:
- microfibre: sono idonee a contrastare le piccole fessure come quelle che si formano a seguito dell'azione del ritiro plastico;
- macrofibre: sono idonee a contrastare le fessure dovute ai carichi esterni e al ritiro igrometrico. Alcune macrofibre possono aumentare la resistenza a trazione e la tenacità del calcestruzzo.

## Dosaggio
L'efficacia del rinforzo fibroso è funzione del dosaggio e del rapporto d'aspetto (di cui si parlerà al punto successivo).

In merito al tenore di fibre questo deve essere tale da garantirne una presenza continua del fibrorinforzo all'interno della matrice cementizia.

Le varie norme prescrivono i seguenti dosaggi minimi:
- istruzioni CNR DT204: percentuale volumetrica minima di fibre pari al 0,3%
- UNI 11039: dosaggio minimo di fibre di acciaio pari a 25 kg/m³ (0,32% in volume).

I dosaggi normalmente impiegati per le fibre in acciaio variano da 25 a 60 kg/m³ cui corrispondono percentuali volumetriche comprese tra 0,30% e 0,75%.

## Rapporto d'aspetto e effetto cucitura
Il parametro numerico correntemente impiegato per contraddistinguere una fibra è il rapporto d'aspetto definito come il rapporto tra la lunghezza della fibra e il suo diametro equivalente.

L'aderenza tra matrice cementizia e rinforzo fibroso, da cui dipende principalmente l'azione di cucitura delle fibre, è funzione del rapporto d'aspetto.

A parità di composizione e di dosaggio, l'efficacia delle fibre migliora al crescere del rapporto d'aspetto. 

Infatti al crescere del rapporto d'aspetto cresce l'aderenza fra i due materiali e di conseguenza migliorano le prestazioni del rinforzo fibroso, poiché le fibre sollecitate a trazione tendono più difficilmente a sfilarsi. 

L'adesione alla matrice cementizia migliora anche in funzione della forma della fibra, tanto più è a contorno irregolare tanto più è efficace.
 
infatti le forme come le estremità piegate o uncinate, ondulate, ecc. consentono di massimizzare l'ancoraggio
della fibra nella matrice.

L'azione di cucitura dipenderà anche dal numero di fibre che si disporranno a cavallo dei cigli fessurativi.
Pertanto, riveste un ruolo importante nel comportamento del composito sia il dosaggio che la dispersione
delle fibre nella matrice. 

Ovviamente, maggiore il dosaggio, e più uniforme la dispersione, e più efficiente risulterà il rinforzo fibroso.

Le fibre in acciaio presentano un elevato rapporto d'aspetto e per migliorare ulteriormente l'ancoraggio delle fibre al calcestruzzo, le estremità spesso vengono sagomate ad uncino.

Le fibre comunemente impiegate nei materiali cementizi, hanno una lunghezza variabile tra 1 e 80 mm e un rapporto d'aspetto compreso tra 50 e 400.

## Classificazione delle fibre
Le fibre a seconda dei benefici che apportano alla matrice cementizia si distinguono in
- fibre strutturali: acciaio o in materiale polimerico con modulo di elasticità più alto della matrice di cemento
- fibre non strutturali: in materiale polimerico con modulo di elasticità più basso della matrice di cemento.

### Fibre strutturali
Le fibre strutturali, come quelle in acciaio o sintetiche (denominate macrofibre), hanno lo scopo di migliorare la resistenza di una struttura con riferimento allo stato limite ultimo.

Tali fibre devono avere un'elevata resistenza a trazione in modo da migliorare notevolmente la resistenza a flessione (trazione) del calcestruzzo e la sua tenacità e duttilità.

Pertanto grazie alla loro elevata resistenza il loro effetto cucente è capace di arrestare o rallentare l'avanzamento del processo fessurativo dovuto al ritiro igrometrico e ai carichi esterni, limitando l'allargamento delle aperture, e di garantire al calcestruzzo un miglioramento della resistenza a trazione anche dopo la formazione delle fessure.

La riduzione dell'ampiezza delle aperture, riduce il rischio della penetrazione nella matrice cementizia degli agenti atmosferici con miglioramento della durabilità del materiale.

La presenza di fibre strutturali nel calcestruzzo determina ulteriori benefici quali:
- maggiore resistenza alla fatica;
- maggiore resistenza agli urti;
- maggiore resistenza allo stress termico;
- maggiore resistenza all'abrasione.

Il dosaggio minimo delle fibre strutturali deve essere ≥ allo 0,3% in volume

#### Usi
Oltre al principale vantaggio apportato dal fibrorinforzo e cioè il miglioramento della resistenza a trazione nel comportamento post-fessura del calcestruzzo, in generale le fibre strutturali possono anche essere utilizzatore per sostituire parzialmente l'armatura convenzionale, anzi in alcuni casi l'hanno sostituita completamente risultando le due tipologie di armatura complementari fra loro.

Infatti, poiché l'armatura convenzionale (lenta e/o pretesa), si presta meglio a funzionare come armatura concentrata (es.armatura resistente a flessione), la fibra metallica viene utilizzata con successo, (in associazione a quella per assorbire sforzi concentrati) in sostituzione dell'armatura convenzionale diffusa (es. staffe, armatura di parete, rete elettrosaldata, ecc.).

Ad esempio le fibre in acciaio si sono dimostrate particolarmente efficaci nell'assorbire gli sforzi di taglio.

#### Corrosione
Le fibre di acciaio sono distribuite in modo uniforme in tutto il calcestruzzo, sia sulla superficie che nella parte laterale.

Con le fibre in acciaio al carbonio, questi sono punti che potrebbero presentare affioramenti e corrosioni.

Per evitare la corrosione spesso le fibre in acciaio vengono rivestire con uno strato anticorrosivo a base di zinco; si possono trovare in commercio anche fibre in acciaio inox.

#### Convenienza
L'uso delle fibre strutturali è spesso più conveniente rispetto all'armatura convenzionale perché ad esempio riduce i tempi di posa, infatti le fibre possono essere introdotte nel calcestruzzo con gli inerti o durante l'impasto o in cantiere nell'autobetoniera.

#### Progettazione ed esecuzione
La progettazione e l'esecuzione di elementi strutturali in FRC richiedono regole e modelli di calcolo diversi da quelli normalmente impiegati per le opere in conglomerato cementizio ordinario e non trattati nelle norme tecniche sulle costruzioni sia nazionali che europee.

Al tal fine si può far ricorso al documento tecnico:* CNR DT 204/2006 - Istruzioni per la Progettazione, l'Esecuzione ed il Controllo di Strutture di Calcestruzzo Fibrorinforzato.

Si può far riferimento anche al fib Model Code 2010.
Il merito all'utilizzo dei calcestruzzi fibrorinforzati, la normativa vigente italiana (D.M. 14 gennaio 2008 - NTC) ne fa menzione al:
- paragrafo § 8.6 dove si precisa che è consentito l'impiego di FRC per attività di rinforzo di edifici esistenti senza il preventivo ricorso ad autorizzazioni da parte del Consiglio Superiore dei Lavori Pubblici;
- paragrafo § 4.6 dove invece si precisa che resta, invece, soggetto a preventiva autorizzazione ministeriale l'impiego di tali materiali nelle nuove costruzioni.

### Fibre non strutturali
Le fibre non strutturali, quali quelle vengono utilizzate per migliorare il comportamento di una struttura con riferimento agli stati limite di esercizio.

In questo caso le fibre vengono utilizzate in accoppiamento con l'armatura convenzionale e vanno a costituire una microarmatura tridimensionale omogeneamente distribuita nel calcestruzzo.

Le fibre non strutturali hanno un effetto di cucitura delle fessure dovute al ritiro plastico (prevengono la formazione di cavillature), nelle strutture prematuramente esposte all'evaporazione d'acqua, mentre non sono in grado di contrastare, a causa del basso valore di E, quelle dovute al ritiro igrometrico.

Per tale motivo vengono utilizzate frequentemente per ridurre o addirittura eliminare le fessurazione da ritiro plastico in quelle strutture di elevata superficie esposta all'aria come ad esempio le pavimentazioni industriali o pareti intonacate con malta di cemento.

Le fibre non strutturali contribuiscono anche a migliorare la resistenza al fuoco del conglomerato cementizio.

## Classificazione del materiale FRC
La classificazione del calcestruzzo fibrorinforzato si basa sulla resistenza residua a trazione post - fessurativa misurata con prove a flessione di cui alla UNI EN 14651 effettuata su prismi intagliati in mezzeria secondo quanto prescritto dalla UNI EN 12390-1.

La prova di flessione è effettuata su tre punti (i due appoggi e il punto e la mezzeria dove è applicati il carico di prova) controllando lo spostamento rilevato fra due punti alla base dell'intaglio - CMOD (Crack Mouth Opening Displacement).

Secondo il fib Code Model 2010 il calcestruzzo può essere identificato da una coppia di parametri:
- il primo numerico indica la resistenza a flessione corrispondente a un'apertura di fessura di 0.5 mm (= fR1k in MPa;
- il secondo alfanumerico corrispondente al rapporto tra fR3k e fR1k dove fR3k è la tensione residua in corrispondenza dell'apertura della fessura di 2.5 mm.

In funzione del valore di fR1k si possono individuare 10 classi di resistenza:
- 1: 1,0 MPa
- 2: 1,5 MPa
- 3: 2,0 MPa
- 4: 2,5 MPa
- 5: 3,0 MPa
- 6: 4,0 MPa
- 7: 5,0 MPa
- 8: 6,0 MPa
- 9: 7,0 MPa
- 10: 8,0 MPa

mentre in base al rapporto fR3k/fR1k si individuano le seguenti classi:
- a: 0,5 ÷ 0,7
- b: 0,7 ÷ 0,9
- c: 0,9 ÷ 1,1
- d: 1,1 ÷ 1,3
- e: ≥ 1,3

Pertanto un calcestruzzo fibrorinforzato, che a seguito delle prove sperimentali fornisce dei
valori di resistenza:
- fR,1k = 3,1 MPa
- fR,3k = 2,5 MPa

sarà classificato 3b.

## Principali utilizzi
L'FRC viene utilizzato diffusamente in tutte quelle costruzioni, in parziale o totale sostituzione dell'armatura metallica tradizionale, dove si vuole limitare la fessurazione della matrice cementizia per effetto ad esempio del ritiro o dei carichi esterni.

Tra le applicazioni più diffuse ci sono:
- le pavimentazioni, industriali e commerciali: le fibre metalliche si sono dimostrate efficaci nel sostituire la rete elettrosaldata comunemente impiegata nel calcestruzzo per pavimentazioni industriali al fine di contrastare la formazione di fessure da ritiro igrometrico e di contenere l'eccessiva apertura dei giunti di contrazione. In questo caso risulta particolarmente diffuso l'impiego di fibre ad estremità uncinate, per migliorare l'aderenza alla matrice cementizia e caratterizzate da rapporti d'aspetto compresi tra 40 e 70 con dosaggi compresi tra 20 e 40 kg/m³;
- la prefabbricazione (cabine, tubazioni, frangiflutti, plinti di fondazione a bicchiere, pannelli murari, pozzetti per acquedotti e fognature, silo, ecc.). Vengono utilizzati ad esempio per la produzione di barriere autostradali note come new jersey per aumentarne la resistenza all'urto;
- il settore delle gallerie, sia nelle opere provvisionali (viene utilizzato nei calcestruzzi spruzzati) sia nei rivestimenti finali (conci prefabbricati per i rivestimenti di gallerie idrauliche, stradali, ferroviarie e metropolitane)). Per i calcestruzzi spruzzati si predilige l'impiego di fibre rettilinee caratterizzate da lunghezza non superiore ai 30–40 mm, al fine di non penalizzare eccessivamente la lavorabilità e la pompabilità dell'impasto;
- la costruzione di dighe;
- il confezionamento di calcestruzzi refrattari, soggetti a forti stress termici
- nelle malte a ritiro compensato.
- comunque in tutte le strutture destinate ad assorbire urti e/o per resistenza a fatica;

Le fibre di acciaio vengono utilizzate anche per il confezionamento di calcestruzzi ad alta resistenza poiché conferiscono al conglomerato cementizio delle caratteristiche tali da ridurre la fragilità tipica del calcestruzzo HSC.

## Marcatura CE
La marcatura CE non rappresenta un marchio di qualità del prodotto ma sta a significare che il prodotto soddisfa i requisiti essenziali previsti per quel prodotto e per l'impiego previsto
Per le fibre polimeriche e in acciaio è previsto un solo sistema di attestazione di conformità CE:
- livello 1: è richiesta la Dichiarazione di Conformità CE alla norma UNI EN 14889 -1 (acciaio) o UNI EN 14889-2 (polimeri) rilasciata dal produttore accompagnata dal Certificato di Conformità del Prodotto alla norma UNI EN 14889 di riferimento pubblicata da un organismo notificato.

Generalmente la marcatura CE avviene mediante l'apposizione di un'etichetta direttamente sui prodotti, o sull'imballaggio ovvero mediante stampa dell'etichetta sul Documento di Trasporto (DDT).
Il lay-out ed il contenuto di informazioni dell'etichetta viene descritto nei punti successivi

## Documentazione
Tutte le forniture fibre presso l'impianto di preconfezionamento del calcestruzzo, devono essere accompagnate da:
- documento di trasporto (DDT);
- dichiarazione di conformità CE pubblicata dal produttore riportante almeno le seguenti indicazioni:
  - dati del produttore e del legale rappresentante
  - nome dell'azienda produttrice
  - dati descrizioni generale del prodotto
  - indirizzo dello stabilimento
  - norme e direttive a cui il prodotto è conforme
  - numero dell'attestato CE
  - informazioni relative alla produzione es: n° matricola, lotto, partita, ultime due cifre dell'anno di produzione
  - data e firma autografa di chi la sottoscrive
- Attestato di Conformità CE alla norma UNI EN 14889-1 (per fibre in acciaio) o UNI EN 14889-2 (per fibre polieriche) rilasciato da un organismo notificato.

Inoltre deve essere presente l'etichetta riportante il simbolo CE applicata sull'imballaggio o sul prodotto o sul DDT;

### Etichetta CE
L'etichetta con il simbolo di marcatura CE che deve essere applicata sul prodotto, sull'imballaggio o sul DDT, nella versione semplificata deve riportare almeno le seguenti informazioni:
- marcatura di conformità CE, consistente nel simbolo «CE»
- numero di identificazione dell'Organismo di certificazione (es. 0123)
- nome o marchio identificativo e indirizzo del produttore
- ultime due cifre dell'anno in cui è stata applicata la marcatura (es. 10 per 2010)
- numero del certificato di conformità CE (es. 0123CPD). Spesso tale numero è associato al precedente (es. 0123CPD-010)
- norma a cui il prodotto e conforme

Nella forma estesa (metodo 3) l'etichetta può contenere:
- descrizione del prodotto
- informazioni sul prodotto e sulle caratteristiche rilevanti

## Normativa
- UNI 11037/03 – Fibre d'acciaio da impiegare nel confezionamento di conglomerato cementizio rinforzato.
- UNI U73041440 - Progettazione, esecuzione e controllo degli elementi strutturali in calcestruzzo rinforzato con fibre d'acciaio
- UNI 11039/03 – Calcestruzzo rinforzato con fibre d'acciaio.
- UNI 11188/07 – Elementi strutturali in calcestruzzo rinforzato con fibre d'acciaio - progettazione esecuzione e controllo.
- CNR-DT 204/06- istruzione per la progettazione, l'esecuzione ed il controllo di strutture di calcestruzzo fibrorinforzato
- DM 14 gennaio 2008 - par. 4.6 (costruzioni di altri materiali)
- UNI EN 14889-1: Fibre per calcestruzzo - Parte 1: Fibre di acciaio - Definizioni, specificazioni e conformità
- UNI EN 14889-2: Fibre per calcestruzzo - Parte 2: Fibre polimeriche - Definizioni, specificazioni e conformità